# Нестор Илиев
Нестор Илиев е български иконописец от Възраждането, представител на Дебърската художествена школа.

## Биография
Роден е в голямото мияшко село Тресонче, Дебърско. По-малските му братя Велко Илиев и Мирон Илиев също са зографи. Нестор работи като строител из Македония. През 1886 година пристига заедно с братята си в Княжество България и се заселва в Оряхово. Негово дело са царските двери и страничните двери на иконостаса в църквата „Възнесение Господне“ в Баница.